# Иоффе (лунный кратер)
Кратер Иоффе (лат. Ioffe) — большой ударный кратер в южном полушарии обратной стороны Луны. Название присвоено в честь российского и советского физика Абрама Фёдоровича Иоффе (1880 — 1960) и утверждено Международным астрономическим союзом в 1970 г. Образование кратера относится к позднеимбрийскому периоду.

## Описание кратера
Ближайшими соседями кратера являются кратер Пашен на западе; кратер Эванс на северо-западе; кратер Фридман примыкающий к северо-восточной части кратера Иоффе; кратер Узо на юго-востоке; кратер Белопольский на юге и кратер Стрёмгрен на юге-юго-западе. Селенографические координаты центра кратера 14°23′ ю. ш. 129°10′ з. д. / 14,38° ю. ш. 129,16° з. д., диаметр 84 км, глубина 2,8 км.
Кратер Иоффе имеет полигональную форму с небольшой впадиной в юго-западной части, умеренно разрушен. Вал четко очерчен, наибольшей высоты достигает на северо-востоке в районе примыкания вала кратера Фридман, внутренний склон вала террасовидной структуры, в северо-восточной части отмечен приметным крупным кратером. Высота вала над окружающей местностью достигает 1400 м , объем кратера составляет 7 000 км3. Дно чаши ровное, имеется небольшой центральный пик.

## Сателлитные кратеры
Отсутствуют.

## См.также
- Список кратеров на Луне
- Лунный кратер
- Морфологический каталог кратеров Луны
- Планетная номенклатура
- Селенография
- Минералогия Луны
- Геология Луны
- Поздняя тяжёлая бомбардировка